# Franz Schlieper
Franz Max Schlieper (* 22. August 1905 in Berlin-Friedenau; † 4. April 1974 in Hamburg) war ein deutscher Offizier, zuletzt Generalmajor der Wehrmacht.

## Leben
Franz Schlieper war der jüngere Bruder von Fritz Schlieper.
Franz Schlieper trat am 1. Oktober 1925 als Fahnenjunker in das 13. (Württ.) Infanterie-Regiment der Reichswehr ein. Anschließend wurde er in das 4. Infanterie-Regiment versetzt, wurde hier am 1. Dezember 1928 Leutnant und diente dort als Kompanieoffizier. Beim Übergang der Reichswehr in die Wehrmacht diente er dort anfänglich als Generalstabsoffizier, erst als Id der 7. Armee (vom 1. September 1939 bis 1. Juli 1940) und vom Juli 1940 für ein Jahr als Erster Generalstabsoffizier der 253. Infanterie-Division. Es folgte bis August 1943 seine Kommandierung als Dritter Generalstabsoffizier (Ic) zur 9. Armee. Am 1. April 1942 wurde er zum Oberstleutnant und am 1. Februar 1943 zum Oberst befördert Bis Anfang 1944 führte er das Infanterie-Regiment 94 der 32. Infanterie-Division.
In Vertretung von Hans Boeckh-Behrens kommandierte er von Anfang Februar 1944 bis Ende Mai 1944 die 32. Infanterie-Division, die an der Ostfront kämpfte.  Danach folgte bis August 1944 die Verwendung als Chef des Stabes beim General der Infanterie im OKH. Ende September 1944 wurde er als Kommandeur der Grenadier-Brigade 1132 mit dem Ritterkreuz ausgezeichnet und hatte gleichzeitig bis zur Vernichtung des Großverbandes in Danzig im April 1945 das Kommando über die 73. Infanterie-Division. Am 1. Dezember 1944 wurde er zum Generalmajor befördert. Mit dem Großverband nahm er Anfang 1945 an den Kämpfen während der sowjetischen Weichsel-Oder-Operation teil. Vom 10. April 1945 bis 9. Mai 1945 war er Kommandeur der 12. Luftwaffen-Felddivision. Er geriet am Ende des Krieges in sowjetische Kriegsgefangenschaft, aus der er Ende 1955 entlassen wurde.

## Auszeichnungen (Auswahl)
- Eisernes Kreuz I./II. Klasse
- Deutsches Kreuz in Gold (10. Januar 1944)
- Ritterkreuz (21. September 1944)[3]

## Schriften
- Mitarbeit an Edgar Röhricht: Probleme der Kesselschlacht: dargestellt an Einkreisungs-Operationen im Zweiten Weltkrieg. Condor-Verlag, 1958.
- Nächtlicher Ausbruch und Durchbruch (Die Kämpfe der 73.Inf.Div. vom 30.1. bis 4.2.1945). Wehrkunde: Organ der Gesellschaft für Wehrkunde, Band 9, Ausgabe 11, Verlag Europäische Wehrkunde, 1960, S. 553 ff.